# عقرب قرمز
عقرب قرمز (به انگلیسی: Red Scorpion) یک فیلم سینمایی اکشن آمریکایی محصول سال ۱۹۸۸ با بازی دولف لاندگرن و به کارگردانی جوزف زیتو می‌باشد. این فیلم در تاریخ ۲۱ آوریل ۱۹۸۹ در ایالات متحده منتشر شد.

## داستان فیلم
یک مامور سازمان اطلاعات روسیه (دولف لاندگرن) به آفریقا فرستاده می‌شود تا یک انقلابی ضد کمونیست را به قتل برساند. اما با مشاهده کشتار بی‌‌رحمانه مردم محلی به دست نیروهای روسیه و متحدشان کوبا، او تغییر موضع داده و به شورشیان کمک می‌کند...

## بازیگران
- دولف لاندگرن به عنوان ستاد نیکولای پتروویچ راچنکو
- آل وایت به عنوان کالوندا کینتاش
- م. امت والش به عنوان دوی فرگوسن
- تی. پی. مک‌کنا به عنوان ژنرال اولگ
- کارمن آرگنسیانو به عنوان سرهنگ زایس
- الکس کولون به عنوان گروهبان مندز
- بریون جیمز به عنوان سرباز کراسنوف
- روبن ناتودی به عنوان آنگو سانتاتا

## دنباله سازی
در سال ۱۹۹۴ قسمت دوم این فیلم با نام عقرب قرمز ۲   ساخته شد. بدون حضور بازیگر وعوامل قسمت اول و داستانش تا حد زیادی با قسمت اول ارتباط ندارد.